# Каценелінбойген Арон Йосифович
Арон Йосипович Каценелінбойген (2 вересня 1927, Ізяслав, Українська РСР — 30 червня 2005, Вест Орандж, Нью-Джерсі) — радянський і американський економіст, філософ і публіцист. Доктор економічних наук (1966), професор (Центральний економіко-математичний інститут, 1966; МДУ, 1970; Вортонська школа бізнесу Пенсільванського університету, 1978). Відомий перш за все працями в ділянці теорії прийняття рішень і системи оптимального функціонування економіки (СОФЕ).

## Життєпис
Арон Каценелінбойген народився в Ізяславі (нині Хмельницька область України) в родині Йосипа Ісааковича Каценелінбойгена, що походив із відомого рабинського роду, предки якого були когенами. 1931 року його сім'я переїхала в Новоград-Волинський Житомирської області, а в 1935 році — в Ростокіне (тоді передмістя Москви). Тут він продовжив розпочате в Ізяславі навчання в російській школі (до того його єдиною мовою був їдиш). У чотирнадцятирічному віці, перебуваючи з матір'ю — Ідою Гершівною Фельдман — в евакуації в Узбекистані, закінчив восьмий клас середньої школи і 1942 року вступив у Самаркандський інститут народного господарства, а в 1945 році перевівся у Московський державний економічний інститут, який закінчив 1946 року (у віці 19 років). Залишившись там само в аспірантурі, займався проблемами організації праці при автоматизації виробничих процесів. З 1949 року працював інженером на московському заводі «Калібр».

### Перші наукові праці
Перші наукові праці опублікував 1950 року, в тому числі кілька брошур у картотеці інституту техніко-економічної інформації при Держплані СРСР («Розрахунок нормативів заділів у цехах масово-потокового виробництва», «Метод розрахунку тривалості виробничого циклу в цехах масово-потокового виробництва») та першу наукову статтю в журналі «Вісник машинобудування» (№ 9 за 1950 рік). У тому ж році звільнений із заводу «Калібр» і пізніше прийнятий на роботу спеціалістом із праці на Челябінському заводі вимірювальних інструментів, а після повернення в Москву — заступником начальника ПДБ на завод «Фрезер». У 1951—1956 роках був консультантом у міських бібліотеках Москви, викладачем ПТУ, молодшим науковим співробітником НДІ кераміки і Московського авіаційного інституту.

### Кар'єра радянського економіста
З 1956 року працював в Інституті економіки АН СРСР, де займався проблемами економічної ефективності автоматизації. 1957 року захистив кандидатську дисертацію на тему «Матеріальне стимулювання — найважливіший засіб подальшого підвищення продуктивності праці, поліпшення якості та зниження собівартості продукції», а в 1966 — докторську. Керував відділом комплексних систем у Центральному економіко-математичному інституті (ЦЕМІ), з 1970 — професор МДУ.

### У США
У жовтні 1973 емігрував у США, в наступному році приєднався до відділення економічних наук Пенсільванського університету, де в 1978 став професором Вортонської школи бізнесу, а з 1987 — відділення теорії прийняття рішень. У 1985—1986 роках завідував кафедрою наук про суспільні системи (Department of Social Systems Sciences) цього університету. Після виходу на пенсію в 2004 році отримав звання почесного професора (professor emeritus) Вортонської школи бізнесу. Серед іншого, відомий розробкою теорії схильностей. В останні роки життя видав низку робіт з еволюційних і естетичних методів в економіці, економічної історії СРСР, а також праць мемуарного і публіцистичного характеру англійською та російською мовами. Широкої слави в середовищі російських економістів зажила його праця «Кольорові ринки і радянська економіка», де він уперше подав докладний аналіз тіньової економіки в СРСР. Гадав, що тіньова економіка є закономірною частиною соціалістичної економіки.

## Сім'я
- Дружина — Євгенія Каценелінбойген (уроджена Габіна), філолог[19].
  - Сини: Григорій Каценелінбойген і художник Олександр Каценелінбойген, обидва — випускники Пенсільванського університету.[20]

## Твори російською мовою
- Калькулирование себестоимости продукции при автоматизации производства (с К. И. Клименко). Москва: Госфиниздат, 1959.
- Экономическая эффективность комплексной механизации и автоматизации в машиностроении (с К. И. Клименко). Москва: Госпланиздат, 1960.
- Технический прогресс и повышение квалификации рабочих (в монографии «Подъём культурно-технического уровня советского рабочего класса», стр. 75—110). Москва: Соцэкгиз, 1961.
- Об одной экстремальной задаче оперативного планирования (с Л. И. Смоляром). М.: АН СССР, 1961.
- Математические методы в технико-экономических расчётах (с Л. И. Смоляром). М.: АН СССР, 1961. — 256 с.
- Методологические вопросы оптимального планирования социалистической экономики (с Ю. В. Овсиенко и Е. Ю. Фаерманом). М.: ЦЭМИ АН СССР, 1966.
- Основы экономико-математического моделирования (с Ю. В. Овсиенко и Е. Ю. Фаерманом). Серия «Теоретические вопросы оптимального функционирования социалистической экономики». Москва: Знание, 1967.
- Некоторые методологические вопросы оптимального функционирования социалистической экономики (с Ю. В. Овсиенко и Е. Ю. Фаерманом). Новосибирск: ЦЭМИ АН СССР, 1967.
- Оптимальность и товарно-денежные отношения (с И. Л. Лахманом и Ю. В. Овсиенко). Москва, 1969.
- Методологические проблемы управления сложными системами. Серия «Проблемы методологии системного исследования». М.: Мысль, 1970.
- Воспроизводство и экономический оптимум (с С. М. Мовшовичем и Ю. В. Овсиенко). Москва: Наука, 1972.
- Цветные рынки и советская экономика [Архівовано 23 вересня 2016 у Wayback Machine.]. 1977. // Журнал «Экономическая теория преступлений и наказаний» № 4
- Россия: проблемы и противоречия (с Петром Межирицким). Приложение к ежегоднику «Побережье». The Coast, 1993. — 87 с.
- Советская политика и экономика. В 3-х книгах. Бенсон (Вермонт): Чалидзе, 1988.
- Воспоминания: О Времени. О Людях. О Себе. Schuylkill Haven, PA: Hermitage Publishers, 2007. — 522 p. 2007 ISBN 1-55779-160-0 (рос.)

## Книжки англійською мовою
- L. V. Kantorovich, a scientist and a man. Issue 385 of Discussion paper Wharton School. Department of Economics, University of Pennsylvania, 1977.
- Studies in Soviet economic planning. White Plains (New York): M. E. Sharpe, 1978. 229 p. ISBN 0-87332-112-X
- Soviet Economic Thought and Political Power in the U.S.S.R. Серия: Pergamon policy studies on the Soviet Union and Eastern Europe. Elsevier, 1979. ISBN 978-0-08-022467-1 ISBN 0-08-022467-9
- Movshovich, S. M. (co-author) Ovsienko, Iu. V. (co-author) Basic Economics and Optimality. Seaside: Intersystems Publications, 1987. — 225 p. ISBN 978-0-914105-40-4
- Vertical and Horizontal Mechanisms as a System Phenomenon. Seaside: Intersystems Publications, 1988.
- Selected Topics in Indeterministic Systems. Серия: Systems Inquiry Series. Intersystems Publications, 1989.
- The Soviet Union: Empire, Nation, and System. Transaction Publishers, 1991. — 491 p. ISBN 978-0-88738-332-8 ISBN 0-88738-332-7
- Indeterministic Economics. New York: Praeger Publishers, 1992. ISBN 0-275-94143-4 ISBN 978-0-275-94143-7
- A Trapezoidal Corporation. Wharton School, SEI Center for Advanced Studies in Management, 1995. — 78 p.
- Evolutionary Change: Toward a Systemic Theory of Development and Maldevelopment. Серия: The World Futures General Evolution Studies. CRC Press, 1997. ISBN 90-5699-529-4 ISBN 978-90-5699-529-4
- The Concept of Indeterminism and Its Applications: Economics, Social Systems, Ethics, Artificial Intelligence and Aesthetics (полный текст в сети). Westport: Greenwood Publishing Group, 1997.
- A Conceptual Understanding of Beauty. Серия: Problems in Contemporary Philosophy, том 53. Edwin Mellen Press, 2003. ISBN 0-7734-6718-1 ISBN 978-0-7734-6718-7
- The Soviet Union: 1917—1991. Transaction Publishers, 2009. ISBN 978-1-4128-0870-5